# Подольское наместничество
Подольское наместничество — административно-территориальная единица на Правобережной Украине после её присоединения к Российской империи в 1795 году.
В состав наместничества входили части упразднённых Подольского и Волынского воеводств Речи Посполитой, а также Изяславского наместничества. Наместничество делилось на 12 уездов:
1. Базалийский уезд
2. Вербовецкий уезд
3. Грудецкий уезд
4. Дубенский уезд
5. Зеньковський уезд
6. Каменецкий уезд
7. Кременецкий уезд
8. Летичевский уезд
9. Проскуровский уезд
10. Староконстантиновский уезд
11. Ушицкий уезд
12. Ямпольский уезд

Административным центром был Каменец-Подольский.
23 декабря 1796 года императорским указом Подольское наместничество было преобразовано в Подольскую губернию.